# Juwan Morgan
Juwan Christopher Morgan, né le 17 avril 1997 à Landstuhl en Allemagne, est un joueur américain de basket-ball évoluant au poste d'ailier fort.

## Biographie

### Université
Morgan joue avec les Hoosiers de l'Indiana pendant sa carrière universitaire. Il marque en moyenne 2,4 points et prend 2,1 rebonds par match en première année. Il améliore ses moyennes à 7,7 points et 5,6 rebonds par match en deuxième année.
Morgan est contraint de jouer à de nombreuses reprises au poste de pivot dans sa troisième année en raison d’une blessure du pivot titulaire De'Ron Davis. Morgan établit son record à 28 points le 22 novembre 2017, dans une victoire contre Arkansas State. Le 16 décembre, Morgan bat son record à 34 points et prend 11 rebonds dans une victoire contre Notre Dame dans la Crossroads Classic (en). Il est nommé joueur national de la semaine de NBCSports.com, ainsi que joueur de la semaine de la Big Ten Conference. Morgan est nommé dans la Second-team All-Big Ten par les entraîneurs et les médias. Il réalise en moyenne 16,5 points et 7,4 rebonds par match dans sa troisième saison. Après la saison, Morgan s'inscrit pour la draft 2018 de la NBA, mais n'embauche pas d'agent et retourne finalement à l'université.
Dans sa dernière année, il est nommé USBWA Oscar Robertson National Player of the Week le 17 décembre, le joueur de la semaine de la Big Ten Conference, Preseason All Big Ten, il est classé 7e meilleur senior par ESPN.com et il termine dans la Third-team All-Big Ten à l'issue de la saison. À l'issue de sa quatrième saison universitaire, il est directement éligible pour la draft 2019 de la NBA.

### Carrière professionnelle

#### Stars de Salt Lake City (2019-2020)
Morgan n'est pas sélectionné lors de la draft 2019. Il obtient une place pour participer à la NBA Summer League 2019 avec le Jazz de l'Utah. Le 21 août 2019, Morgan signe un contrat pour le camp d'entraînement du Jazz. Il est libéré lors de la pré-saison, le 17 octobre 2019, puis est directement intégré au sein de leur club affilié de la NBA Gatorade League, les Stars de Salt Lake City.

#### Jazz de l'Utah (2019-2021)
Le 22 novembre 2019, il signe un two-way contract avec le Jazz de l'Utah en cours de saison alors qu'il jouait jusqu'alors avec les Stars de Salt Lake City. Il prolonge son contrat avec le Jazz le 1er décembre 2020.

#### Celtics du Maine (2021)
Le 29 septembre 2021, Morgan signe avec les Celtics de Boston pour le camp d'entraînement mais il est libéré le 16 octobre. Le 23 octobre, il signe avec les Celtics du Maine, équipe affiliée à Boston en NBA Gatorade League. Au cours des 13 matchs qu'il dispute, il enregistre en moyenne 12,6 points, 7,0 rebonds et 2,3 passes décisives en 31,6 minutes de jeu.

#### Raptors de Toronto (2021)
Le 20 décembre 2021, il signe 10 jours en faveur des Raptors de Toronto.

#### Celtics de Boston (2022)
Il retourne jouer auprès du Maine dès l'expiration de son contrat de 10 jours. Le 28 mars 2022, il signe pour 10 jours avec les Celtics de Boston. Le 9 avril, il signe un contrat jusqu'à la fin de saison. Il atteint, avec l'équipe des Celtics, les Finales NBA 2022 mais s'incline face aux Warriors de Golden State.
Le 9 juillet 2022, dans le cadre du transfert de Malcolm Brogdon aux Celtics de Boston, il fait le chemin inverse et rejoint les Pacers de l'Indiana, mais peu après, Morgan est libéré par les Pacers.

#### Clippers d'Ontario (2022)
Le 24 septembre 2022, Morgan signe avec les Clippers de Los Angeles pour le camp d'entraînement, mais il est libéré le 4 octobre. Il signe par la suite avec les Clippers d'Ontario, équipe de NBA Gatorade League, affiliée à Los Angeles.

## Statistiques

### Université
| Saison    | Équipe   | Matchs | Titul. | Min./m | % Tir | % 3pts | % LF | Rbds/m. | Pass/m. | Int/m. | Ctr/m. | Pts/m. |
| --------- | -------- | ------ | ------ | ------ | ----- | ------ | ---- | ------- | ------- | ------ | ------ | ------ |
| 2015-2016 | Indiana  | 30     | 0      | 9,1    | 51,2  | 45,5   | 80,0 | 2,1     | 0,2     | 0,3    | 0,4    | 2,4    |
| 2016-2017 | Indiana  | 32     | 20     | 22,6   | 54,8  | 25,0   | 73,9 | 5,6     | 1,1     | 0,6    | 0,9    | 7,7    |
| 2017-2018 | Indiana  | 31     | 30     | 29,4   | 57,9  | 30,2   | 63,1 | 7,4     | 1,5     | 1,2    | 1,4    | 16,5   |
| 2018-2019 | Indiana  | 35     | 35     | 29,8   | 55,8  | 29,5   | 64,7 | 8,2     | 1,9     | 1,2    | 1,5    | 15,5   |
| Carrière  | Carrière | 128    | 85     | 23,1   | 56,2  | 29,7   | 67,1 | 5,9     | 1,2     | 0,8    | 1,1    | 10,7   |

### NBA

#### Saison régulière
| Saison    | Équipe   | Matchs | Titul. | Min./m | % Tir | % 3pts | % LF | Rbds/m. | Pass/m. | Int/m. | Ctr/m. | Pts/m. |
| --------- | -------- | ------ | ------ | ------ | ----- | ------ | ---- | ------- | ------- | ------ | ------ | ------ |
| 2019-2020 | Utah     | 21     | 0      | 6.4    | 57,7  | 37,5   | 75,0 | 1,4     | 0,3     | 0,0    | 0,1    | 1,7    |
| 2020-2021 | Utah     | 29     | 0      | 5,1    | 46,7  | 30,8   | 42,9 | 1,0     | 0,3     | 0,1    | 0,0    | 1,2    |
| 2021-2022 | Toronto  | 1      | 0      | 27,0   | 66,7  | 50,0   | -    | 4,0     | 1,0     | 0,0    | 0,0    | 5,0    |
| 2021-2022 | Boston   | 1      | 0      | 3,6    | -     | -      | -    | 0,0     | 0,0     | 0,0    | 0,0    | 0,0    |
| Carrière  | Carrière | 52     | 0      | 6,0    | 52,5  | 34,8   | 54,5 | 1,2     | 0,3     | 0,1    | 0,1    | 1,5    |

#### Playoffs
| Saison   | Équipe   | Matchs | Titul. | Min./m | % Tir | % 3pts | % LF | Rbds/m. | Pass/m. | Int/m. | Ctr/m. | Pts/m. |
| -------- | -------- | ------ | ------ | ------ | ----- | ------ | ---- | ------- | ------- | ------ | ------ | ------ |
| 2020     | Utah     | 7      | 2      | 12,4   | 25,0  | 20,0   | 33,3 | 3,0     | 0,7     | 0,3    | 0,0    | 1,4    |
| 2021     | Utah     | 2      | 0      | 3,0    | -     | -      | -    | 1,0     | 0,5     | 0,0    | 0,0    | 1,4    |
| 2022     | Boston   | 9      | 0      | 1,7    | 0,0   | 0,0    | 50,0 | 0,3     | 0,0     | 0,0    | 0,0    | 0,1    |
| Carrière | Carrière | 18     | 2      | 5,9    | 23,1  | 18,2   | 37,5 | 1,4     | 0,3     | 0,1    | 0,0    | 0,6    |